# 教父 (鸡尾酒)
教父是由苏格兰威士忌（特别是烟熏威士忌） 和意大利苦杏酒混合而成的一杯鸡尾酒。 通常这杯鸡尾酒会用加冰的岩石杯来盛放。教父不算是很古老的鸡尾酒，它诞生于1970年代，即迪斯科兴起的年代。这个年代的鸡尾酒最大的特点就是都喜欢使用利口酒。

## 名称
与许多鸡尾酒一样，教父的名字的来源也不确定。意大利苦杏酒厂商帝萨诺声称这是美国著名黑手黨帮派电影《教父》男主角演员马龙·白兰度最爱的鸡尾酒。 这可能是在暗示鸡尾酒中对意大利利口酒中的苦杏酒的突出使用。

## 变种
帝萨诺建议将意大利苦杏酒与威士忌以1比2的比例混合（即25 ml意大利苦杏酒与50 ml威士忌）
波本威士忌经常被拿来代替苏格兰威士忌。
也有一种偏甜的教父，通过加入马拉斯奇诺樱桃利口酒来调整来自阿瑪雷托的苦度，之后仅仅加入几滴烟熏风味的拉加维林威士忌，最后加入阿蒙提拉多雪莉。
教母鸡尾酒会使用伏特加来代替威士忌，而如果想获得法国风味则可以加入一些白兰地。两者本身都是受欢迎的鸡尾酒。同样的，教子会使用奶油代替苏格兰威士忌，之后整杯鸡尾酒只剩下很少的酒精含量。